# Нове Масево
Нове Масево (пол. Nowe Masiewo) — село в Польщі, у гміні Наровка Гайнівського повіту Підляського воєводства.
Населення — 49 осіб (2011).
У 1975-1998 роках село належало до Білостоцького воєводства.

## Демографія
Демографічна структура станом на 31 березня 2011 року:
|          | Загалом | Допрацездатний вік | Працездатний вік | Постпрацездатний вік |
| -------- | ------- | ------------------ | ---------------- | -------------------- |
| Чоловіки | 21      | 1                  | 15               | 5                    |
| Жінки    | 28      | 4                  | 7                | 17                   |
| Разом    | 49      | 5                  | 22               | 22                   |